# يان كنودسن
يان كنودسن (بالنرويجية البوكمول: Jan-Erik Knudsen)‏ هو كاتب نرويجي، ولد في 9 يوليو 1957 في Drammen ‏ في النرويج.

## وصلات خارجية
- الموقع الرسمي